# バッキー (マーベル・コミック)
バッキー（Bucky）は、マーベル・コミックが発行するアメリカン・コミックスに登場する複数の架空のキャラクターの名前であり、通常はキャプテン・アメリカの相棒として使用されている。オリジナルのバッキーはジョー・サイモンとジャック・カービーによって作られたもので、マーベルの前身であるTimely Comicsが発行していた「Captain America Comics #1」（表紙は1941年3月）に初登場している。この名前は、オリジナルのバッキー・バーンズをはじめ、フレッド・デイビス、ジャック・モンロー、リック・ジョーンズ、レマー・ホスキンスの5人の男性キャラクターと、ジュリア・ウィンタースとリッキー・バーンズの2人の女性キャラクターが名乗っている。

## 出版史
1940年、ジョー・サイモンがマーベル・コミックスの前身であるタイムリー・コミックスのためにキャプテン・アメリカの初期スケッチを作成したとき、彼は若いサイドキックも構想した。サイモンは自身の自叙伝にて、「私の高校時代の友人のバッキー・ピアソンにちなんでバッキーと名付けた」と語っている。バッキー・バーンズは『キャプテン・アメリカ・コミックス』1号（1941年3月）で初登場し、その後も同コミックや他のタイムリー・コミック作品にも現れ、さらに子供だけのチームであるヤング・アリーズのひとりを務めた。
2005年の『キャプテン・アメリカ』誌にて、シリーズのライターのエド・ブルベイカーは、バッキーが第二次世界大戦の終わり頃に死亡したと見られているという展開を覆し、暗殺者として生き延びていたという後付け設定により復活させた。
バッキーの死亡設定は、長らく覆らなかった「コミックにおける死亡」の例の一つとして知られており、コミック・ファンの間では「コミックで生き返らないのはバッキー、ジェイソン・トッド、ベンおじさんだけだ」とまで言われていた。
バッキーの死は、マーベル・ユニバースには若いサイドキックがなぜいないかを説明するのに使用され、また、スタン・リーは子供をサイドキックにするのを嫌っていた。

## パワーと能力
バッキー・バーンズは火器や手榴弾などの軍用の兵器の使用に熟練し、また同様に素手の戦闘や武道も心得ている。
フランス語を理解することができる。
ニューキャプテン・アメリカとなって以降は、先代キャプテン・アメリカより受け継いだ超合金製シールドを武器としているが、シールドのみではなく腰に下げた銃器も併用している。これは、超人血清によって強化された肉体を持つ先代と違い常人であるため、それを補うためである。

## バッキーと呼ばれたその他のキャラクター

### フレッド・デイヴィス（第二次世界大戦末 - 戦後のバッキー）
ナチスドイツ降伏直前にキャプテン・アメリカとバッキーが死亡したものと看做されると、国民や将兵の士気低下につながることを恐れたトルーマン大統領は、スピリット・オブ・'76と言うヒーローだったウィリアム・ナスランドにキャプテン・アメリカの代わりを務めるように依頼した。彼をサポートするのは、ニューヨーク・ヤンキースの元バットボーイであるフレッド・デイヴィス（Fred Davis）で、1942年より時折バーンズの代理でバッキーを務めていた。新しいキャプテン・アメリカとバッキーは戦争終結後もオール・ウィナーズ・スクアッドと共に犯罪と戦い続けていた。ナスランドは1946年にアンドロイドのアダムIIと戦って死亡し、キャプテンアメリカの名はアイデンティティはパトリオットことジェフリー・メイスが引き継いだ。
デイヴィスは1948年までメイスをサポートしていたが、銃弾によって足に障害を負い、引退を余儀なくされた。1951年、デイヴィスは、戦争犯罪者を追う秘密組織に参加した。

### ジャック・モンロー（1950年代のバッキー）
1953年、キャプテン・アメリカとバッキーを崇拝するジャック・モンロー（Jack Monroe）という孤児は、同じく崇拝者であり、外見をスティーブ・ロジャースそっくりに整形した歴史の教師と出会う。さらに「ロジャース」はナチスの調査をしている際に超人血清の製造法を知り、二人は血清を使用して、キャプテン・アメリカとバッキーを名乗って共産圏のスパイやヴィランと戦い始める。
しかし、「ロジャース」とモンローの血清は不完全なものであり、オリジナルのキャプテン・アメリカのように安定状態にならなかった。その結果、肉体的強度は人間の限界まで引き上げられているにもかかわらず、精神は異常をきたすようになった。1954年半ばまでには、彼らは共産主義者と決めつけた相手ならば実際には無関係の一般人までも無差別に攻撃するようになっていた。1955年、FBIは何とか彼らを探し出して冷凍睡眠させた。
モンローは精神異常が治るとノーマッドという名のヒーローとして活動を始めた。

### リック・ジョーンズ
スティーヴ・ロジャースが現代に目覚めた後すぐ、マーベルのサイドキックキャラであるリック・ジョーンズと出会った。氷から解放されたばかりで混乱していたロジャースは姿が似ていた彼のことをのバッキーと呼んだ。また、ジョーンズ自身もキャプテン・アメリカのパートナーになろうと考え、バッキー服装を身につけた。

### レマー・ホスキンス
キャプテン・アメリカの役割がジョン・ウォーカーによって引き継がれたとき、彼はバックアップチームとしてブロード・アーバン・コマンドーズ（バッキーズ）を形成した。ウォーカーの主なパートナーはアフリカ系アメリカ人のレマー・ホスキンス（Lemar Hoskins）で、「バッキー」を名乗った。

### リッキー・バーンズ
リッキー・バーンズは、オンスロート事件の際にフランクリン・リチャーズが創造した並行世界「カウンターアース」（『ヒーローズ・リボーン』の舞台となった世界）でキャプテン・アメリカのサイドキックとなった少女である。リッキー・バーンズはその世界ではヤング・アリーズのメンバーだった。

## その他のメディア

### テレビ
- The Marvel Super Heroes のキャプテン・アメリカのパートで登場した。
- 『アベンジャーズ 地球最強のヒーロー』では、スコット・メンヴィルの声で登場した。
- The Super Hero Squad Show のエピソード "World War Witch" ではロッド・ケラーの声で登場した。インベーダーズのメンバーであると見られる。

### その他の映画
- アニメ映画 Ultimate Avengers でアルティメット・バッキーが登場するが、声の出演はクレジットされていない。

### コンピュータゲーム
- 『MARVEL ULTIMATE ALLIANCE』ではウィンター・ソルジャーがクリスピン・フリーマンの声で登場する。ドクター・ドゥームのマスターズ・オブ・イーヴルの一員である。
- Marvel: Ultimate Alliance 2 のWii、PS2、PSP版に登場する。
- Marvel Super Hero Squad: The Infinity Gauntletではバッキーとウィンター・ソルジャーがロッド・ケラーの声で登場した。
- 『マーベル VS. カプコン:インフィニット』ではウィンター・ソルジャーがスコット・ポーターの声で登場する。

### 参考
1. ↑  Simon, Joe, with Jim Simon. The Comic Book Makers (Crestwood/II, 1990), p. 50. ISBN 1-887591-35-4. Reissued (Vanguard Productions, 2003) ISBN 1-887591-35-4
2. ↑  『バットマン』の2代目ロビン。2004年にヴィランとして復活。
3. ↑  『スパイダーマン』ことピーター・パーカーの叔父。
4. ↑  Archive of Jonathan V. Last (2007-03-13). "Captain America, RIP", The Wall Street Journal, March 13, 2007. Retrieved November 10, 2010. Original page
5. ↑  Lee, Stan, Origins of Marvel Comics (Simon and Schuster, 1974; Marvel Entertainment Group, 1997 reissue, ISBN 0-7851-0551-4), p. 17
6. ↑  Captain America vol. 5, #43
7. ↑  What If #4 （1977年8月）
8. ↑  Captain America Comics #66, 1948; Citizen V and the V-Battalion #1-#4, 2001
9. ↑  Young Men #24 （1953年12月）
10. ↑  Captain America #153 （1972年9月）